# 앙리 코캉
앙리 코쿠앙(Henri Coquand, 1813년 ~ 1881년)은 프랑스의 지질학자이자 고생물학자이다. 1841년 파리에서 과학박사 학위를 수여 받았고, 이후 베상송, 푸아티에, 마르세유 대학에서 지질학 교수로 재직했다. 그는 프랑스 남서부 지역의 지층과 암석층을 지질학적으로 조사, 연구 한 끝에 백악기 후기 코냑절, 상통주절, 캄파뉴절 이 세개의 시기의 연대 분류를 확립하여 정의하였다. 1871년에는 백악기 전기 베리아절의 연대 분류를 제안했는데, 이는 프랑스 아르데슈 주의 베리아스 마을의 이름을 따서 명명되었다.